# 가와구치 가즈히사
가와구치 가즈히사(일본어: 川口 和久, 1959년 7월 8일 ~ )는 일본의 전 프로 야구 선수이자 야구 지도자, 야구 해설가·평론가이다. 돗토리현 돗토리시 출신이며 현역 시절 포지션은 투수였다.

## 인물

### 프로 입단 전
돗토리시의 요시오카 온천에서 료칸과 식당을 운영하는 가정에서 3형제 중의 막내로 태어났다. 형들의 영향도 있어 일찍부터 야구를 시작해 고난가쿠엔 초등학교 4학년 때 소년 야구팀에 입단했다. 처음에는 1루수였지만 6학년 때 투수로 전향했고 고난가쿠엔 중학교 시절에는 돗토리시 대회에서 우승을 이끌 정도의 원동력이 됐다. 자신의 팀이 실책을 해도 화내지 않고 동료들을 위로하는 등 냉정함과 침착한 성격을 가진 투수였다고 한다.
강속구 투수로서 세간의 주목을 받아 돗토리현내의 여러 고교 야구부로부터 입단 권유를 받았지만 돗토리조호쿠 고등학교에 진학하게 됐다. 1학년 때 추계 돗토리현 대회에서 3위에 들어가 메이지 진구 야구 대회에 진출했고 1차전에서는 간토 지역 대표인 사쿠신가쿠인 고등학교에게 1대 3으로 패했다. 이것을 계기로 타 지역으로의 원정 경기도 증가하면서 2학년이 된 1976년의 춘계 주고쿠 대회에서는 구로다 신지의 소속팀이자 같은 해 제48회 선발 고등학교 야구 대회에서 우승했던 소토쿠 고등학교를 8이닝까지 1실점으로 막는 호투를 펼쳤는데도 팀은 1대 2로 패했지만 프로 구단의 스카우트로부터 주목을 받게 됐다.
같은 해 하계 돗토리 대회(전국 고등학교 야구 선수권 돗토리 대회)에서는 유력한 우승 후보로 거론됐으나 볼넷을 연발하여 2차전에서 팀은 패배해 큰 충격을 받아 야구에 대한 생각이 엄격해졌다고 한다. 3학년이 되면서 마쓰모토 쇼지, 다나베 시게후미와 함께 ‘고교 좌완 3인방’이라는 높은 평가를 받고 있었고 일본 프로 야구 10개 구단으로부터 영입하고 싶다는 제의가 나오면서 위에서 말한 주고쿠 대회에서 가와구치의 활약하는 모습을 지켜본 가네다 마사이치 당시 롯데 오리온스 감독에게서 눈에 띄어 가와구치에게 직접 전화로 연락하여 “어때, 롯데에 오지 않을래? 나는 너 같은 좌완 투수를 좋아한다. (가네다 자신이 착용하고 있던) 등번호 34번도 준비하고 (롯데에서의 드래프트 1순위 선수와 같은 대우의) 계약금도 3,000만 엔은 준비할 테니까 롯데로 와라”는 관심을 가질 정도로 가와구치 영입에 적극적이었다. 그런 가네다의 열의와는 달리 당시 《프로 야구 뉴스》에서 롯데라고 하면 ‘가네다류’의 ‘어쨌든 달리고 또 달릴 거야’라는 연습 영상만으로 나왔던 이미지가 가와구치 본인에게는 있었기 때문에 “이런 (달리는 연습뿐인) 팀에는 가고 싶지 않아…”라고 롯데 입단에 부정적이었다. “가네다 감독님, 가능하면 사회인 야구팀에서 롯데로 들어갈 수 있게 해주십시오. 고등학교에서의 지명은 없도록 부탁합니다”라고 가네다에게 직접 전화를 걸어 롯데 입단을 거절하겠다는 입장을 밝혔다. 이로써 고교 졸업 후 롯데 입단 가능성은 없어졌다고 생각됐지만 1977년 프로 야구 드래프트에서는 롯데로부터 6순위 지명을 받았다. 그리고 가네다로부터 다시 전화가 왔는데 “(입단 여부를 떠나)일단은 6순위로 지명했으니까 마음 바꾸면 (롯데에)들어와라”는 말을 듣고 가슴이 철렁 내려앉았다고 한다. 주변에서 입단을 권유받았으나 “아직은 자신이 없다”라는 이유로 결국 롯데 입단은 없던 일이 됐고
고교 졸업 후인 1978년, 고교 야구부의 감독과 같은 돗토리니시 고등학교 출신의 OB가 감독과 부장을 맡고 있는 사회인 야구팀 듀플로에 입단했다. 가와구치 자신은 돗토리조호쿠 고등학교 선배가 소속된 미쓰비시 자동차 교토에 입사하고 싶었지만 고등학교 감독 선배인 듀플로 감독에게 맡기면 모든 걸 제대로 해줄테니 가보라며 반강제적으로 듀플로에 입사가 결정됐다고 했다. 가와구치는 또한 당시 프로 야구에서는 어떤 구단이든 지금처럼 육성 시스템이 제대로 갖추지 않았을 뿐만 아니라 고교 졸업 후 곧바로 프로에 들어간 선수 중에서 큰 성공을 거두질 못한 채로 해고되는 선수가 통계적으로도 너무 많았기 때문에 (고등학교 이후 곧바로 프로가 아닌) 사회인 야구를 선택했다고 말했다. 참고로 당시 롯데에서는 계약금 3,500만 엔을 제시받았다고 한다.
당시의 듀플로는 자사 전용 연습장이 없을 정도의 환경이 열악했고, 평일에는 아침부터 저녁까지 자동차를 운전하면서 영업 업무를 하였지만 야구 연습은 야간에 2시간 30분에 불과할 정도였는데 가와구치 본인 말로는 영업 80%, 연습 20%였다고 한다. 입사 1년째는 스미토모 금속에 보강되면서 도시 대항 야구 대회 준준결승에서는 팀이 뒤지고 있는 상황에서 막판에 잠시 등판했다. 이때 스미토모 금속의 에이스였던 모리 시게카즈와 도시 대항 야구 대회 기간 중 약 1개월 동안 같은 방에서 지내며 가와구치를 너무 아꼈다고 한다.
입사 2년째인 1979년에는 처음으로 선발 등판한 마쓰시타 전기와의 경기에서 배스터드의 자세로부터 홈런까지 허용하는 등 기대 이하의 활약으로 자신감을 잃었을 뿐만 아니라 고교 시절에 무릎을 다친 적이 있었는데도 달리는 것을 강요당한 일도 있어 한때는 퇴단을 고려한 적도 있다. 그러나 이듬해까지는 프로에 입단하는 것이 불가능했기 때문에 1년 더 연장하기로 결정했다고 한다. 지역 대회 등에서 호투하는 등의 활약으로 주목을 받았지만 히로시마 도요 카프의 입단을 희망하고 있다는 소문을 듣고 방문한 스카우트 기니와 사토시로부터 높은 평가를 받아 “드래프트 번외로 획득할 것이니 주목을 피하기 위해 부상이라는 이유로 1년간 던지지 않았으면 좋겠다”라고 부탁을 받았다. 요코하마 다이요 웨일스의 벳토 가오루 감독이 왔을 때도 아픔을 어필해 이를 계기로 부상을 믿는 관계자들이 늘었다고 한다. 당시 듀플로 사장은 전직 해군 군인으로, 야구를 매우 좋아하는 ‘호랑이’ 기질의 사장이었다. 경기에 지기라도 하면 불같이 화를 내고, 야구부 전원을 일렬로 세워서 엉덩이를 방망이로 쳤다. 어디에도 아픈 곳은 없었는데 거짓말을 하는 것은 통하지 않았다. 1980년의 드래프트 회의에서 하라 다쓰노리를 추첨에서 제외된 히로시마로부터 1순위 지명을 받아 계약금과 연봉 각각 3,300만 엔, 360만 엔(모두 추정 금액)으로 입단 계약을 맺었다. 계약금에 관해서는 훗날 본인이 TV 프로그램에 출연할 당시 3,500만 엔으로 서명했다고 밝혔다.
앞의 사정 때문에 부모나 회사에게도 히로시마로부터 드래프트 번외에서 얻어지는 것은 말하지 않고 언론도 지명될 줄은 몰랐다고 한다. 드래프트 1순위 지명에 “댁의 사원에 가와구치라는 사람이 있습니까!”라고 당시 듀플로 본사에서 50m 떨어진 곳에 있던 요미우리 TV가 문의해 왔고 이미 듀플로 본사에 기자들이 몰려왔다. 지명됐을 때는 직장에서 매출 그래프를 작성하고 있었고, 귀빈실에서 급거 기자회견이 열리면서 작업복에 듀플로 로고가 새겨진 점퍼를 입은 가와구치의 모습이 전국에 방송됐다. 앞이 고운 작업복에 잠자리 안경을 착용한 가와구치의 모습에 히로시마팬들도 관심을 갖게 됐다. 듀플로 최초의 드래프트 1순위 지명에 사장도 기뻐하는가 하면 “결혼할 때는 댁의 따님을 달라고 부모에게 인사를 하는 것이 상식이다. 드래프트 지명을 한다면 보통 회사에 인사 정도를 할 것이다. 히로시마라는 것은 뭐 별거 아닌 팀이다. 갑자기 와서 지명할 수 있는 것은 카바레뿐이다! 너는 프로에 적합하지 않다!”라고 기자회견에서 발언했다. 스카우트였던 기니와가 회사에 인사하러 갔을 때도 이 ‘카바레 이론’으로 즉석에서 반전됐다. 하지만 야구를 좋아하는 사장은 내심으로 반가워 하고 있었고 약간은 유연했지만 무사히 히로시마에 입단할 수 있었다.

### 프로 야구 선수 시절
현역 시절 센트럴 리그에서 줄곧 활약했다. 일본 프로 야구에 있어서 외국인 선수 중에서도 좀처럼 보기 드문 좌완 스위치 히터였다. 고등학교까지는 오른쪽에서 치고 있었지만 잘 쓰던 왼쪽 어깨에 몸에 맞는 볼을 맞아 당시 감독에게서 좌타자로 교정을 받고 프로에서도 처음으로 왼쪽에서 치고 있었다. 1994년 야쿠르트전에서 이시이 가즈히사의 머리를 노리고 날아온 공에 맞아 거꾸로 머리를 땅에 세게 부딪히며 뇌진탕을 일으킨 뒤로 좌완 투수로서는 오른쪽 타석에 서게 됐다. 실제로 일 년에 한 번은 맹타상을 기록하여 좌우 모두 안타를 치는 등 현역 생활 18년간 타격 성적은 797타수 128안타 3홈런을 남겼다.

#### 히로시마 도요 카프 시절
프로 1년째의 1981년에는 시범 경기부터 안정된 마운드 처리로 고바 다케시 감독으로부터 높은 평가를 받았다. 곧바로 1군에 등록돼 자신감을 가졌으나 첫 등판이 된 4월 10일 주니치 드래건스전에서 좌타자를 상대로 기용됐다가 2루타를 맞자 2군으로 조정해 달라고 지원했다. 이 신청에는 받아들여지지는 않았지만, 6월 경에 캐치볼을 지켜보던 야마모토 고지에게 투구 폼의 버릇부터 모든 구종을 눈깜짝할 사이에 간파당해 공포를 느꼈다고 한다. 같은 달에 열린 한신 타이거스전에서는 투수 야마모토 가즈유키에게 만루 홈런을 허용하여 결국 2군으로 내려갔고 오시타 쓰요시나 오이시 기요시에 의해서 철저하게 달리기도 했다. 나고야 구장에서 개최된 주니어 올스타전에도 올 웨스턴팀의 일원으로서 출전했다.
그런 한편으로 가혹한 연습을 극복하여 자신감이 붙게 되자, 입단 2년째인 이듬해 1982년 7월 8일에 1군으로 승격돼 같은 달 10일에 있은 요미우리전 등판 중에 갑작스런 허리 통증으로 슬럼프를 겪고 있던 후쿠시 히로아키를 대신해서 15일에 다이요전 선발을 맡아 이 경기에서 프로 데뷔 첫 승리를 거두었다. 9월 2일 주니치전에서는 4피안타 완봉승으로 첫 완투승을 달성하는 등 그 해에는 15경기에 등판하여 4승(5패)과 1.94의 평균 자책점을 기록했다. 이 해의 시즌 종료 후에는 작년에 이어 교육 리그에 참가하기 위해 미국으로 건너갔다.
프로 3년째인 1983년 봄, 임시 코치로 초빙된 하세가와 료헤이로부터 컨트롤을 의식한 노 와인드업 투구법이 아닌 입단 당시의 와인드업 투구법으로 돌아가라는 지시를 받은 게 전환점이 되어 1983년부터 선발 로테이션 투수로 1군에 정착했다. 이때 하세가와 코치는 “노 와인드업은 상체에만 지나치게 의존하기 때문에 어깨와 팔꿈치를 상하게 된다. 제구의 어려움에 대해서는 신경쓰지 말고 폭투는 자기 편으로 삼으면 된다”라는 조언을 해줬다고 한다. 6월에는 처음으로 월간 MVP에 선정됐다. 올스타전에 처음으로 출전했는데 마운드에 오른 2차전에서는 가도타 히로미쓰로부터 삼진을 빼앗았지만 오치아이 히로미쓰에게 홈런을 허용했다. 페넌트레이스 종반까지 요미우리 자이언츠를 뒤쫓는 팀을 만나 9월 3일의 직접 대결에서는 188개의 공을 던져 완투승을 거두었고, 3일 쉬고 등판했던 9월 21일 요코하마 다이요 웨일스전에서도 완투승을 했다.
1984년에는 지금까지 사용해왔던 속구와 커브만으로 구성된 배합이 더 이상 통용되지 않게 되면서 전반기에서는 겨우 1승 밖에 올리지 못했다. 에나쓰 유타카의 조언도 있어 이 때문에 아웃코스의 속구 컨트롤을 연마할 필요성을 느껴 6월부터 한 달 반 동안 2군에서의 조정을 거듭했다. 후반기에서는 7승을 올리는 등 회복의 기미를 보여 팀도 센트럴 리그 우승을 달성했다. 한큐 브레이브스와 맞붙은 일본 시리즈에서는 3차전에 등판하여 첫 이닝을 3자 범퇴로 넘기면서 페이스를 타기 시작해 일본 시리즈 첫 등판에서 완투승을 거두었다. 그러나 6차전에서는 후쿠하라 미네오에게 만루 홈런을 허용하는 등 3이닝 도중 7실점을 내주면서 패전 투수가 됐다. 팀은 그 해에 일본 시리즈 정상에 올랐다. 작년 1983년에 월드 시리즈 챔피언으로서 일본을 방문했던 볼티모어 오리올스와의 미일 야구에서 상대해 1차전에서 선발 등판하여 칼 립켄과 에디 머레이 등을 상대로 6안타 10개의 탈삼진으로 막아내 완봉승을 거두었다. 최종전에서도 다시 선발로 등판했지만 패전 투수가 됐다. 그리고 같은 해에 결혼했다.
1985년에는 우타자의 아웃코스를 좀더 유효하게 사용하기 위해 싱커를 습득하여 2년 만에 규정 투구 이닝을 채우는 등 시즌 9승을 기록했다. 이듬해 1986년에는 작년 일본 시리즈에서 우승한 한신으로부터 5승을 포함한 3년 만에 두 자릿수 승리가 되는 12승을 기록했고 올스타전에도 3년 만에 출전해 히로시마 시민 구장에서 열린 3차전에 선발로 등판했다. 그러나 허리 통증 때문에 일본 시리즈에는 출전할 수 없었다. 시즌 종료 후에는 800만 엔이 상승한 연봉 2,400만 엔(추정)으로 재계약을 맺었다.
1987년에는 6월 6일까지 무패 행진을 달리며 7연승을 기록하는 등의 순조로운 활약으로 정규 시즌에서는 처음으로 센트럴 리그 최다 탈삼진을 기록했다(184개). 이듬해 1988년에는 올스타전 3차전에서 센트럴 리그 팀의 두 번째 투수로서 등판해 3이닝 동안 1피안타 무실점, 탈삼진 3개로 막아냈다. 9월에 등판한 4경기 모두 완투승을 거두었는데 특히 9월 15일의 요미우리전에서 1피안타 완봉이라는 호투를 보여 통산 두 번째가 되는 월간 MVP를 수상했고 미일 야구에서는 3차전에 선발 등판했지만 2이닝 동안 4실점을 기록하며 패전 투수가 됐다. 1989년 4월에 월간 MVP에 선정돼 시즌 오프를 사이에 두어 2개월 연속으로 수상했다. 정규 시즌에서는 2년 만에 리그 최다인 192개의 탈삼진을 기록했다. 그러나 1990년에는 근속 피로와 같은 상태로 몸이 무겁고 본래의 투구를 할 수 없다는 점에서 제구력 난조와 슬럼프를 겪는 등 11승 13패를 기록해 승수보다 패전 수가 앞서는 암울한 시즌을 보냈다.
속구와 커브의 비율로부터 커브를 놓치는 경우가 많다는 이유로 슬라이더를 기억하게 됐고 1991년에는 시즌 최다인 230개의 탈삼진을 기록하면서 같은 해 정식 타이틀로 제정된 최다 탈삼진을 석권하는 등 팀의 리그 우승에 기여했다. 퍼시픽 리그 우승팀인 세이부 라이온스와 맞붙었던 일본 시리즈에서는 전날에 사사오카 신지가 녹아웃 되면서 전환점이 된 2차전에 선발 등판해 오레스테스 데스트라데에게 2점 홈런을 맞았지만 8이닝까지 피안타 3개, 2실점을 기록하면서 승리 투수가 됐다. 야마모토 고지 감독은 일본 시리즈의 흐름을 끌어들이기 위해서 시즌 중에는 한 차례도 없었던 가운데 3일 간격으로 가와구치를 5차전의 선발로서 기용했다. 가와구치도 이것을 기세로 느껴 104개의 공을 던지면서 8이닝 무실점의 호투를 보여 일본 시리즈 MVP의 유력한 후보로 거론됐다. 특히 8회 2사 만루 상황에서 아키야마 고지로부터 삼진을 빼앗은 속구는 니노미야 세이준 등을 비롯한 스포츠 평론가들로부터 극찬을 받았다. 그러나 중간 계투로서 등판한 6차전에서는 동점이던 6회 2사 만루 상황에서 스즈키 야스토모에게 2점 적시타, 7차전에서는 5회 1사 3루 상황에서 히라노 겐과 다나베 노리오에게 결승 적시타를 허용했지만 일본 시리즈 기간 동안 선발로서 기대 이상의 활약을 보였다는 높은 평가받아 일본 시리즈 감투상을 수상했다. 계약 갱신과 관련해서는 1,750만 엔이 상승한 연봉 7,550만 엔(추정)으로 재계약을 맺었다.
1992년에는 6월까지 2승 8패의 성적으로 극심한 부진을 겪었고 빠른 공을 던졌다가 얻어맞는 일도 많았다. 시즌에서는 6년 연속으로 달성했던 두 자릿수 승리가 멈췄고 시즌 종료 후에 있은 계약 갱신에서 350만 엔이 삭감된 7,200만 엔(추정)으로 서명하는 등 본인으로서는 처음으로 연봉이 삭감되는 불명예를 안게 됐다. 또 그 해에는 미일 야구에 출전하여 3차전에서는 데이브 홀린스와 셰인 맥에게 홈런을 연달아 맞으면서 패전 투수가 됐다. 이듬해 1993년 6월에는 급성 왼쪽 팔꿈치 관절염이 발병하여 1군 등록이 말소된 데 이어 시즌 종반에는 왼손 검지손가락에 혈행 장애가 생겼다. 또한 같은 해에 자유 계약 권리를 얻었지만 그대로 행사하지 않고 연봉 8,000만 엔(추정)이라는 계약을 갱신했다.
1994년에는 개막 이후부터 승수를 쌓지 못하면서 7연패를 기록해 한때는 선발 로테이션에서 제외되는 등 극심한 부진에 시달릴 정도로 성적이 침체됐지만, 7월 이후로는 7승 3패를 기록하며 컨디션을 회복했다. 한편 그 전 해에 췌장암으로 쓰러졌던 장인(히노시에 거주)의 상태가 9월 들어 악화되자, 아내가 도쿄로 옮겨 간병하고 싶다고 강하게 호소했다. 가와구치 자신은 제2의 고향이 된 히로시마에 대한 애착을 지니고 있었던 데다가 스승과도 같은 존재인 오노 유타카를 비롯한 동료들과 헤어진다는데 대한 거부감이 있었다고 한다. 그러나 매일밤 상의를 거듭하다가 오랫동안 원정 생활을 하면서 더 이상 아내와 떨어져 지내기가 싫다는 마음도 있었기에 결국 고심 끝에 수속 기한인 11월 8일 밤 FA권을 행사하겠다고 구단에 연락했다. 이것은 히로시마 구단 사상 최초로 FA권을 행사하는 선수가 됐지만 11월 10일에 가와구치와 면담한 히로시마 구단 상무는 “기분 좋게 보내주고 싶다”라고 말하면서 가와구치를 만류하지 않았다. 또 이 시점에서 이미 요미우리나 한신 등이 그를 영입하고 싶다는 뜻을 히로시마측에 전달하였다.

#### 요미우리 자이언츠 시절
플레이 스타일 등이 알려지지 않은 퍼시픽 리그에서 뛴다는 이점 등도 고려해 도쿄와 가까운 구단이자 처가가 있는 히노시로부터 연고지가 있는 도코로자와시가 비교적 가까웠던 점, 또한 위에서 언급한 사회인 시절에 자신을 매우 아껴줬던 모리 시게카즈가 코치로 소속돼 있던 인연도 있어 가와구치는 세이부 라이온스에 입단하겠다는 의사를 밝혔다. 하지만 훗날 가와구치의 어린 시절부터 동경하던 인물인 나가시마 시게오 감독이 직접 나섰던 점도 작용해서 장인이 요미우리 열성팬이었던 점도 있었기 때문에 요미우리에 입단했다. 요미우리쪽에서는 미야모토 가즈토모밖에 없던 좌완 선발 투수를 보강할 수 있게 된다는 점이나, 작년에 요미우리한테서 4승을 올리고 있던 호적수 투수와의 더 이상 맞붙을 일이 없어진다는 점 등을 평가하고 있었다. 또 히로사와 가쓰미에 이어 FA에 의한 요미우리 입단이 결정되면서 마찬가지로 FA 선언을 한 뒤 거취 논란이 일었던 구도 기미야스의 요미우리 입단 가능성이 없어졌다는 언론 보도가 나왔다. 이적과 더불어 연봉은 2,000만 엔이 늘어난 1억 엔(추정)으로 상승했지만 이같은 연봉을 두고 일부 언론과 주간지 등에서는 “3년 연속 한 자릿수 승리가 이어지고 있는데 FA 이적에 따른 높은 연봉 획득을 노렸다”라는 비판성 논조의 기사가 게재됐다. 장인은 가와구치의 이적을 반겼으나 이듬해인 1995년 3월에 사망했다.
하지만 좌완 선발의 기둥이 될 것으로 기대된 1995년에는 4승에 그쳤고 이듬해 1996년에는 개막 3차전째에 선발 등판하여 9회 도중 1실점 호투했으나 그 후에는 제구력 난조로 인해 전혀 이기지 못하고 5월에는 선발 로테이션에서 제외돼 6월 상순까지 2군에서 조정하고 있었다. 이전에는 은퇴도 고려했지만, 미야타 유키노리 2군 투수 코치의 부름으로 구원 투수로 전향했다. 선발은 8월 10일 주니치전에서 마지막이 됐지만 7월부터 8월에 걸쳐 패전 경기의 구원으로 등판하면서 안정된 투구를 보이는 등 팀이 앞서고 있는 상황에서 기용이 점차 늘어나게 됐다. 구원 투수로서는 평균 자책점이 1점대 초반의 좋은 성적을 남겼고 9월 24일에는 프로 16년 만에 첫 세이브를 기록했다. 메이크도라마를 향해 컨디션을 끌어올린 팀에 있어서 같은 좌완 투수인 고노 히로후미와 함께 구원 투수의 중심이 됐다. 10월 6일 주니치전(나고야 구장)에서는 9회말 2사에서 다쓰나미 가즈요시로부터 탈삼진을 기록해 자신으로서는 처음이자 최고 투수의 자리에 올라 팀의 리그 우승에 기여했다. 공교롭게도 이 경기는 나고야 구장에서의 1군 공식전 마지막 경기였다(주니치는 다음 해인 1997년부터 홈구장인 나고야 돔으로 이전했다). 오릭스 블루웨이브와 맞붙은 일본 시리즈에서는 1차전, 2차전, 5차전 등 3경기에 등판해 합계 4와 2/3이닝 무실점으로 시즌을 마쳤다.
1997년부터는 예전부터 고질적인 부상에 시달렸던 허리나 왼쪽 다리의 통증, 어깨의 위화감 등으로 2군에서의 조정이 계속되면서 조성민이나 오노 히토시 등 젊은 선수들에게 투구와 마음가짐에 대한 조언을 보내기도 했다. 1998년 시즌 끝으로 현역에서 은퇴했고 은퇴 경기가 된 10월 3일, 대전 상대이자 친정팀인 히로시마전에서 인사 때 은퇴식에 참석한 히로시마의 선수들에 대한 사례를 말했다. 2016년 시점에 FA로 요미우리에 이적하여 요미우리에서 은퇴한 투수는 가와구치뿐이다(야수로는 2015년에 은퇴한 긴조 다쓰히코가 있다).

### 그 후
은퇴 직후인 1999년부터 TBS의 야구 해설자와 《안녕 쿠지라》에 해설자로서 고정 출연했고 TBS와의 계약은 2009년까지 계속돼 2010년부터는 CS·라디오에 출연하고 있다. 또, 1998년 가을에는 NHK 교육 텔레비전의 교양 프로그램에 출연해 프로그램내에서 이탈리아 요리를 배우기도 했다. 1999년에는 7월 31일 히로시마 시민 구장에서의 공식전에서 시구식의 시구자로 나오기도 했고 주고쿠 방송에서 야구 해설위원을 맡는 것 외에도 프로 야구 마스터스 리그에서는 삿포로 앰비셔스의 소속 선수로 활동하였다. 또 탤런트로서 방송에 출연하거나 취미인 경정의 해설까지 하는 등 다방면에서 활동하고 있었다.
2005년에는 고향인 돗토리현에서 가토 신이치 등과 함께 사회인 야구 클럽팀 설립에 종사했고 12월 8일에 돗토리 키타로우스가 창단하면서 총감독으로 부임했다. 1년 간 역임한 뒤 해설자 등 일과의 양립이 어려워 충분히 지도할 시간이 없다는 이유로 사임을 신청했다. 구단에서는 만류했지만 2007년 1월에 사임은 받아들여졌고 관계자들로부터 팀을 북돋아줬다는 감사의 말을 전달받았다고 한다.
2009년과 2010년에는 요미우리의 미야자키 춘계 스프링 캠프에서 임시 투수 코치를 맡았고 2011년 시즌부터 요미우리 1군 투수 종합 코치로 부임했다. 2014년 10월 19일에 1군 투수 종합 코치직에서 물러남과 동시에 요미우리 구단측이 가와구치를 비상근에서의 프런트(편성부)에 들어갔다는 내용을 발표했고, 2015년부터는 요미우리 편성부에 재직하는 입장에서 TBS 라디오·TBS TV(주로 위성파의 BS-TBS·TBS 채널 전용의 방송)의 해설자로 복귀했다. TBS 라디오가 야구 중계에서 손을 뗀 2018년부터 DeNA 주최 중계로 CBC 라디오, 주고쿠 방송 등에 출연하고 있다. 또 지바 롯데 주최 경기에서는 분카 방송 제작의 RKB 라디오·HBC 라디오에 중계하는 데도 출연하고 있다. 2021년에 모친상을 당함에 따라 친척들이 모였을 때 돗토리로의 귀향을 권유받은 것을 계기로 2021년 연말에 고향 돗토리시로 이사했다. 이사 후 ‘돗토리 웰커니스포츠 종합 대사’로 위촉됐고 지금까지 했던 해설도 하면서 돗토리에서의 야구 지도와 경험하지 않었던 농업에 종사하며 정미업을 하고 있다.

## 플레이 스타일
제일 자신있는 구종은 속구이며, 거기에 동일한 폼으로 던지는 커브나 슬라이더를 여기에 더하는 투구 스타일이 기본을 이루었다. 프로 입문한 직후에 아니야 소하치의 조언을 얻어 크로스파이어 대응을 가장 먼저 생각하기 마련이니 힘이 실린 속구를 던진다면 막아낼 수 있다는 생각을 가지게 됐다. 몸에서 가깝고 방망이 중심에 맞추기 어려운 몸쪽 높은 코스를 뚫기 위해 방망이 손잡이보다 약간 아래쪽을 노림으로써 타자가 손을 대는 범위 중에서 가장 까다로운 코스를 공격하고자 했다. 몸쪽 높은 코스로 파울을 맞으면 낮은 투구의 완만한 변화구로 손쉽게 삼진을 처리할 수 있었다고 한다. 한편 좌타자의 경우에는 아웃코스에 목표물이 없어서 세밀한 제구가 어렵기 때문에 인코스의 제구에 신경을 썼다.
제구를 개선하는 것과 동시에 구종을 간파당하지 않도록 릴리스 포인트를 일정하게 유지하는 것을 중시했다. 팔을 휘두르는 모습이 속구와 커브, 슬라이더를 던질 때 완전히 똑같았기 때문에 타자가 치기 어려울 뿐만 아니라 포수도 처리하기 어려웠다고 한다. 이 때문에 요미우리에서는 사인 없이(노 사인) 가와구치의 투구를 받아낼 수 있는 다쓰카와 미쓰오와 같은 포수가 없었기에 헛스윙을 해도 공을 투수가 패스트볼을 처리하지 못하는 경우가 종종 있었다.
배터리를 짜기 시작했을 무렵에는 다쓰카와하고 호흡이 전혀 안 맞아서 경기 개시 직후 내린 사인에 세 번 연속으로 고개를 젓는 바람에 다쓰카와를 격분하게 만들기도 했다가 투수가 루에 나와도 견제구를 던지는 등 가와구치의 독특한 리듬을 다쓰카와가 존중해 주면서 타자의 약점을 공격하기보다 던지기 쉬운 공을 중시하게 되자 궁합이 좋아졌다고 한다. 이처럼 다소 기복이 있어서 별 것도 아닌 타자에게 간단하게 볼넷을 내주는가 하면 강타자에 대해서는 극히 감정이 실린 공을 던져 잡아내기도 했다. 컨트롤이 좋지 못한 탓도 있어 투 스트라이크까지는 포수한테 크게 의존했다가 궁지에 몰리면서부터는 코스에 몸자체로 대비하면서 집중력을 끌어올려 승부에 나서곤 했다.
현역 은퇴 후에 가진 인터뷰에선 돔구장에서의 등판은 그닥 좋아하지 않았음을 고백했고 그 중에서도 특히 후쿠오카 돔에서의 등판은 어려움이 있었다고 토로했다. 그 이유로 가와구치 본인은 아웃코스의 직구를 생명선으로 인식하고 있었으며 이를 주도권을 잡아가는 스타일을 취했지만 “후쿠오카 돔은 내부가 어둡고 마운드가 높아서 18.44m의 거리감을 쉽게 잡을 수가 없었다. 아웃코스의 직구 궤도가 안정되지 않는다”라고 말했다. 실제로 히로시마 시절인 1994년 5월 18일 후쿠오카 돔에서 열린 요미우리전에 선발 등판했을 때는 2회 도중에 3실점을 내주며 일찌감치 강판해 고전하고 있었다. 공교롭게도 이 날은 요미우리 선발 투수인 마키하라 히로키가 일본 프로 야구 역대 15번째가 되는 퍼펙트 게임을 달성했다.
또 삼진이냐 볼넷이냐의 투구가 강점이었다.

### 구종
속구의 경우 시속 140km/h대의 구속이나 코스보다는 공을 힘껏 쥐고 스핀의 특징을 살려 손끝을 완전히 뻗다시피 던지는 것에 늘 신경썼다고 한다. 속구에 능란해서 노리기만 하면 확실하게 삼진을 잡아내는 힘이 있어서 1987년, 1989년, 1991년 세 차례에 걸쳐 센트럴 리그 최다 탈삼진을 기록했다. 하반신으로 다부지게 버티면서 공을 한참 쥐고 있다가 얼굴 앞에서 릴리스하는 이미지로 던지는데, 타자들로부터 공이 쭉 늘어나서 실제 구속보다 더 빠르게 보인다는 소리를 듣기도 했다. 이 때문에 허리를 중심으로 몸을 좌우로 회전시키면서 몸 앞쪽에서 빠르게 팔을 휘둘렀다가 팔꿈치를 앞으로 내밀며 공을 던졌다.
현역 시절인 1980년대부터 1990년대에는 후년과는 달리 빠른 공의 예리한 느낌과 구위가 있으면 변화구에 다소 어려움이 있더라도 타자를 잡아낼 수 있었다고 말한다. 우타자를 상대하면서 카운트를 벌고 싶을 때에 쉽게 손을 댈 수 있도록 일부러 팔꿈치를 내려서 상하 각도를 없앰으로써 공이 어디서 날아오는지 보기 쉽게 던지기도 했다. 또, 좌타자에 대해서는 릴리스 때 중지에만 볼을 살짝 얹다시피 해서 던지는 식으로 미묘한 슈트 회전을 걸치고 몸쪽에 먹혀들게 하는 때도 많았다.
소년 시절 목표로 삼았던 니우라 히사오의 영향으로 우선 커브부터 익힌데 이어 슬라이더를 익혔으며, 프로 입단 후에는 세로 변화구로 포크볼과 스크루를 익히는 등 연구를 거듭해서 2 ~ 3년마다 새로운 구종을 습득했다. 그리고 변화구를 숙달시키는 데는 실전에서 던지는 게 가장 중요하다고 하여 가령 포크볼은 야쿠르트전에서 오스기 가쓰오가 타석에 들어섰을 때 처음으로 던졌다고 한다.
커브는 손바닥과 공을 띄우는 것이 특징인 공을 쥐는 법으로 릴리스 때 중지로 공을 으스러뜨리는 듯한 감각으로 던지면 스핀이 잘 걸렸다고 한다. 몸을 지탱하는 축이 되는 다리로 버티는 것이 중요한데 현역 말년에는 커브의 구부러지는 정도가 악화됐다. 릴리스 포인트의 위치를 바꾸어 빠른 커브와 느린 커브라는 두 가지 종류를 구분해서 던졌다. 좌타자에 상대하면서 몸쪽으로 던지면 머리 위에서 사라지는 듯한 궤도를 그렸다고 한다.
슬라이더는 커브와 같은 식으로 쥐고 손바닥을 볼에 붙였다가 떨어지는 순간에 손목을 비스듬히 향하는 것 외에는 직구와 투구폼이 같았다. 타자에게서는 직구와 똑같은 궤도로 날아오다가 갑자기 구부러지면서 사라지는 것처럼 보였다고 한다. 경기에서 슬라이더를 처음 시도했을 때는 다쓰카와로부터 혹평을 받았지만 서서히 개선해 나갔다. 이 구종을 습득하면서 1991년에는 리그 1위인 230개의 탈삼진을 기록했으나 이후에는 변화량이 조금씩 떨어졌다. 좌타자에게는 주로 아웃코스로 던져서 삼진을 잡아냈는데 노무라 겐지로와 맞붙은 것을 계기로 의표를 찌르기 위해 인코스로도 던지게 됐다.
스크루볼은 포크볼을 베이스로 하는데 릴리스 때 구부러진 집게손가락에 볼이 걸렸다가 바깥으로 달아나면서 떨어졌고 중지는 봉제선에 얹지 않았다고 한다. 우타자를 상대하면서는 효과적이었지만 좌타자한테는 먹히지 않았기 때문에 슈토를 익혔다. 직구에다 약간만 변형을 준 방법으로 공을 쥐고 던졌기에 변화량은 미미했지만, 좁은 각도로 들어오기 때문에 몸쪽에 던지면 타자를 궁지에 몰아넣는 효과가 있어 커브와 조합하는 게 효과적이었다.

### 제구
컨트롤이 안 좋았기 때문에 상반신이 흔들리지 않도록 하반신으로 리듬을 타는 것에 신경을 썼다. 시즌 최다 폭투를 기록한 것 외에도 1994년에는 통산 폭투수의 센트럴 리그 기록(종래는 곤도 마사토시의 69개)을 경신했다. 한편, 볼넷을 포함해 투구 수는 많아도 리듬이 좋아서 경기 시간은 짧았기 때문에 수비를 맡은 야수들의 집중력이 떨어지지 않았다고 한다. 오치아이 히로미쓰는 10차례의 볼넷을 내주고 150개 이상을 던져도 완투 승리를 거둘 스타일이라고 평가했다.
볼넷을 연속으로 내주면서 만루 상황이 되고 다음 타자도 쓰리 볼에 노 스트라이크가 되는 경우도 적지 않았지만 거기서부터는 끈질기게 점수를 쉽게 내주지 않는 등 보통 타자하고는 볼넷의 의미가 다르다고 다쓰카와 미쓰오는 말한다. 또 일반적으로 투수가 불리하다고 여겨지는 3볼 2스트라이크나 3볼 1스트라이크의 볼카운트를 매우 능숙하게 사용한다는 평가를 받았다. 타자가 높은 확률로 공을 때려내는 이러한 카운트 상황에서도 팔을 제대로 휘두루면서 던졌기에 볼이라도 스윙이 걸리거나 쉬운 코스에도 힘이 실려 타자가 이를 때려내지 못하는 때가 있었다고 한다.

### 선발
1년을 통해 선발 로테이션을 지키기 위해서 체력을 키우는 것과 더불어 2군에서의 조정도 염두에 두고 컨디션 난조 시기를 가급적 단축하는 데 유의했다. 매년 두 자릿수 승리를 거두는 것을 선발의 기준으로 파악하고 페넌트레이스가 6개월이기 때문에 매달 2승씩 올리기 위해 월 초반 등판에서 이기는 데 전력을 쏟았다. 여기서 이기면 나머지 경기는 마음이 무척 편해졌다고 한다.
선발로 나서면 항상 완투를 염두에 두고 5회까지는 전력을 다해 던지다가 매 이닝 선두 타자가 나오지 않도록 주의하면서 8, 9회에는 한 명씩 막아내는 것을 중시했다고 한다. 타자가 한 바퀴 돌 때까지는 직구를 축으로 카운트를 조정하고 타석이 두 번째로 돌아오면 커브로 전환해 보유 구종 중에서 비중을 달리해가면서 볼배합을 했다. 또, 선두 타자에 대해서는 경기 내내 출루를 막는 것을 의식했다. 첫 시작이 고역이라서 3회까지는 몇 번씩 위기에 몰렸다가도 거기를 넘으면 자연스럽게 승리로 향하는 경우가 많았다고 한다.
요미우리에 이적한 이후 선발에서 제외된 때에는 현역 생활을 그만두려고도 생각해 구원 투수로 전향한 이후에도 1개씩 전력으로 던지는 감을 잡는데 1개월이나 걸렸다. “경계하는 타자에게는 볼을 던지고, 볼넷이 되면 다음 타자와 승부”라는 선발에서의 투구 스타일이 통하지 않아서 상대하기 어려운 타자에게도 대담하게 승부를 하는 것을 염두에 두었다고 한다. 또한 미야타 유키노리의 지도로 보폭을 짧게 하고 축을 만드는 폼을 했을 때 제구가 좋아져서 타자가 노리는 코스에 가깝게 던져서 투구 수를 줄이는 투구 스타일으로 바뀌었다. 패한 경기를 정리해 가는것은 어려웠지만 중간 계투나 마무리 투수를 경험했던 것은 장기적으로 플러스가 됐다고 한다.

### 오치아이 히로미쓰와의 대결
오치아이 히로미쓰와의 상대 전적은 118타수 32안타로, 타율 2할 7푼 1리, 홈런 6개, 15타점으로 특별히 좋지않은 성적이었지만 오치아이로서는 “프로 중에 유일한 천적”이라고 생각할 정도의 상대하기 어려운 선수로 인식되고 있었다. 공을 끌어들이는 타격 스타일이 좌완 투수와 궁합이 나빴던 것과 동시에 빠른 공의 예리함과 컨트롤의 수준이 한 경기를 통해서 높았고 투구 패턴을 연구해도 투구 도중에 구종의 종류가 바뀌면서 깊이 생각하지 않고 본능적으로 상대할 수밖에 없었다고 한다. 또 가와구치가 전성기에 이치로와 대전하고 있다고 가정한다면 시즌을 통틀어 제압할 수 있는 가능성이 가장 높은 투수였을 것이라고 전해지고 있다.
한편, 가와구치 자신도 오치아이와의 대결은 한 경기를 통한 심리전 등이 매우 재미있었다고 말했다. 보통하던대로 승부를 하면 안타나 홈런을 맞아버리기 때문에 1구 1구를 공들여서 복선을 사용해가며 던질려고 하면 승부의 과정을 서로가 인식하고 있었다.

## 그 외의 기록
히로시마 시절에는 ‘요미우리 킬러’로서도 활약하여 요미우리와의 상대 전적에서는 33승 31패를 기록했다. 요미우리전에서 30승 이상을 기록하고 있는 투수 가운데 패한 횟수보다 이긴 횟수를 많이 기록하고 있는 선수는 호시노 센이치, 히라마쓰 마사지, 가와구치 등 3명 뿐이다. 동시에 ‘한신 킬러’이며, 1983년에는 한신전에서 3경기 연속 완봉승을 기록, 1987년 5승 무패, 1988년 5승 1패의 좋은 성적을 남기는 등 히로시마 시절에만 요미우리전을 뛰어 넘는 통산 34승(21패)을 기록했다. 또 요미우리 이적 후에 한신으로부터 2승을 올리고 있어 한신전에서의 생애 성적은 36승 21패가 됐다.

## 상세 정보

### 출신 학교
- 돗토리조호쿠 고등학교

### 선수 경력
- 듀플로
- 히로시마 도요 카프(1981년 ~ 1994년)
- 요미우리 자이언츠(1995년 ~ 1998년)

### 지도자 경력
- 요미우리 자이언츠 1군 투수 종합 코치(2011년 ~ 2014년)

### 수상·타이틀 경력

#### 타이틀
- 최다 탈삼진 : 3회(1987년, 1989년, 1991년) ※센트럴 리그에서는 1991년부터 타이틀로 제정됨.

#### 수상
- 일본 시리즈 감투상 : 1회(1991년)
- 월간 MVP : 3회(1983년 6월, 1988년 9월, 1989년 4월)
- 우수 JCB·MEP상 : 1회(1989년)

### 개인 기록

#### 첫 기록
- 첫 등판 : 1981년 4월 10일, 대 주니치 드래건스 1차전(나고야 구장), 6회말에 4번째 투수로서 구원 등판·마무리, 3이닝 3실점
- 첫 탈삼진 : 상동, 7회말에 히라노 겐으로부터
- 첫 선발·첫 승리 : 1982년 7월 15일, 대 요코하마 다이요 웨일스 14차전(요코하마 스타디움), 6이닝 1실점
- 첫 완투 승리·첫 완봉 승리 : 1982년 9월 2일, 대 주니치 드래건스 24차전(히로시마 시민 구장)
- 첫 세이브 : 1996년 9월 24일, 대 히로시마 도요 카프 26차전(도쿄 돔), 7회초에 2번째 투수로서 구원 등판·마무리, 3이닝 무실점

#### 기록 달성 경력
- 통산 1000투구 이닝 : 1988년 7월 7일, 대 한신 타이거스 13차전(히로시마 시민 구장), 5회초 3아웃에 달성
- 통산 1000탈삼진 : 1989년 6월 8일, 대 야쿠르트 스왈로스 10차전(히로시마 시민 구장), 2회초에 스미 후지오로부터 ※역대 79번째
- 통산 1500투구 이닝 : 1990년 9월 22일, 대 요미우리 자이언츠 24차전(도쿄 돔), 6회말 2아웃에 달성
- 통산 100승 : 1991년 6월 16일, 대 요미우리 자이언츠 14차전(히로시마 시민 구장), 완봉 승리 ※역대 102번째
- 통산 1500탈삼진 : 1991년 9월 7일, 대 요미우리 자이언츠 23차전(도쿄 돔), 4회말에 오카자키 가오루로부터 ※역대 34번째
- 통산 2000투구 이닝 : 1993년 7월 15일, 대 요미우리 자이언츠 16차전(삿포로시 마루야마 구장), 3회말 3아웃에 달성 ※역대 71번째
- 통산 2000탈삼진 : 1995년 9월 27일, 대 요코하마 베이스타스 10차전(도쿄 돔), 3회초에 하루 도시오로부터 ※역대 14번째

#### 기타
- 올스타전 출장 : 6회(1983년, 1986년 ~ 1990년)

### 등번호
- 34(1981년 ~ 1994년)
- 25(1995년 ~ 1998년)
- 71(2011년 ~ 2014년)

### 연도별 투수 성적
| 연 도       | 소 속       | 등 판 | 선 발 | 완 투 | 완 봉 | 무 4 구 | 승 리 | 패 전 | 세 이 브 | 홀 드 | 승 률 | 타 자 | 이 닝  | 피 안 타 | 피 홈 런 | 볼 넷 | 고 4 | 몸 맞 | 탈 삼 진 | 폭 투 | 보 크 | 실 점 | 자 책 점 | 평 자 책 | W H I P |
| ----------- | ----------- | ----- | ----- | ----- | ----- | ------- | ----- | ----- | -------- | ----- | ----- | ----- | ------ | -------- | -------- | ----- | ---- | ----- | -------- | ----- | ----- | ----- | -------- | -------- | ------- |
| 1981년      | 히로시마    | 7     | 0     | 0     | 0     | 0       | 0     | 1     | 0        | --    | .000  | 44    | 11.0   | 8        | 3        | 5     | 0    | 0     | 12       | 0     | 0     | 7     | 7        | 5.73     | 1.18    |
| 1982년      | 히로시마    | 15    | 11    | 1     | 1     | 0       | 4     | 5     | 0        | --    | .444  | 301   | 69.2   | 57       | 1        | 34    | 0    | 1     | 50       | 3     | 0     | 23    | 15       | 1.94     | 1.31    |
| 1983년      | 히로시마    | 33    | 32    | 14    | 4     | 0       | 15    | 10    | 0        | --    | .600  | 920   | 218.2  | 189      | 23       | 104   | 1    | 8     | 166      | 2     | 1     | 87    | 71       | 2.92     | 1.34    |
| 1984년      | 히로시마    | 24    | 22    | 5     | 1     | 0       | 8     | 6     | 0        | --    | .571  | 522   | 123.1  | 110      | 16       | 59    | 0    | 3     | 104      | 5     | 0     | 64    | 58       | 4.23     | 1.37    |
| 1985년      | 히로시마    | 31    | 21    | 5     | 2     | 0       | 9     | 9     | 0        | --    | .500  | 627   | 143.2  | 150      | 15       | 62    | 3    | 2     | 116      | 4     | 0     | 73    | 70       | 4.39     | 1.48    |
| 1986년      | 히로시마    | 24    | 24    | 6     | 1     | 0       | 12    | 9     | 0        | --    | .571  | 711   | 164.2  | 153      | 17       | 63    | 7    | 2     | 145      | 6     | 0     | 61    | 55       | 3.01     | 1.31    |
| 1987년      | 히로시마    | 27    | 27    | 8     | 2     | 0       | 12    | 11    | 0        | --    | .522  | 756   | 183.1  | 154      | 21       | 62    | 8    | 2     | 184      | 1     | 0     | 67    | 60       | 2.95     | 1.18    |
| 1988년      | 히로시마    | 27    | 25    | 8     | 2     | 1       | 13    | 10    | 0        | --    | .565  | 794   | 190.2  | 155      | 15       | 72    | 4    | 7     | 179      | 11    | 0     | 61    | 54       | 2.55     | 1.19    |
| 1989년      | 히로시마    | 26    | 26    | 11    | 2     | 1       | 12    | 7     | 0        | --    | .632  | 851   | 208.1  | 167      | 18       | 73    | 8    | 6     | 192      | 8     | 0     | 65    | 58       | 2.51     | 1.15    |
| 1990년      | 히로시마    | 29    | 29    | 11    | 2     | 0       | 11    | 13    | 0        | --    | .458  | 895   | 208.2  | 187      | 26       | 87    | 3    | 5     | 180      | 6     | 0     | 101   | 92       | 3.97     | 1.31    |
| 1991년      | 히로시마    | 29    | 29    | 8     | 2     | 0       | 12    | 8     | 0        | --    | .600  | 840   | 205.0  | 169      | 16       | 82    | 4    | 3     | 230      | 10    | 0     | 70    | 66       | 2.90     | 1.22    |
| 1992년      | 히로시마    | 26    | 26    | 9     | 2     | 1       | 8     | 12    | 0        | --    | .400  | 766   | 183.0  | 168      | 18       | 65    | 0    | 2     | 156      | 5     | 0     | 79    | 68       | 3.34     | 1.27    |
| 1993년      | 히로시마    | 25    | 25    | 7     | 3     | 0       | 8     | 11    | 0        | --    | .421  | 722   | 162.2  | 167      | 15       | 74    | 2    | 3     | 128      | 5     | 0     | 71    | 64       | 3.54     | 1.48    |
| 1994년      | 히로시마    | 27    | 22    | 3     | 1     | 0       | 7     | 10    | 0        | --    | .412  | 631   | 139.1  | 142      | 18       | 93    | 1    | 1     | 96       | 5     | 0     | 74    | 73       | 4.72     | 1.69    |
| 1995년      | 요미우리    | 17    | 17    | 2     | 0     | 0       | 4     | 6     | 0        | --    | .400  | 396   | 91.2   | 90       | 12       | 37    | 1    | 3     | 66       | 2     | 0     | 47    | 45       | 4.42     | 1.39    |
| 1996년      | 요미우리    | 29    | 11    | 0     | 0     | 0       | 1     | 4     | 3        | --    | .200  | 331   | 76.1   | 68       | 8        | 33    | 5    | 6     | 62       | 4     | 0     | 28    | 25       | 2.95     | 1.32    |
| 1997년      | 요미우리    | 22    | 0     | 0     | 0     | 0       | 3     | 3     | 1        | --    | .500  | 81    | 16.1   | 23       | 3        | 7     | 0    | 1     | 17       | 1     | 0     | 20    | 18       | 9.92     | 1.84    |
| 1998년      | 요미우리    | 17    | 0     | 0     | 0     | 0       | 0     | 0     | 0        | --    | ----  | 62    | 13.2   | 15       | 1        | 9     | 1    | 0     | 9        | 1     | 1     | 8     | 7        | 4.61     | 1.76    |
| 통산 : 18년 | 통산 : 18년 | 435   | 347   | 98    | 25    | 3       | 139   | 135   | 4        | --    | .507  | 10250 | 2410.0 | 2172     | 246      | 1021  | 48   | 55    | 2092     | 79    | 2     | 1006  | 906      | 3.38     | 1.32    |

- 굵은 글씨는 시즌 최고 성적.

## 저서
- 《투구론(投球論)》(고단샤겐다이 신서, 1999년 9월 20일) ISBN 4061494600
- 《반역의 좌완(反逆の左腕)》(네코 퍼블리싱, 2001년 8월) ISBN 4873662419

### 주해
1. ↑  가와구치의 FA권 행사가 공식 발표되자마자 제일 먼저 모리에게서 전화가 걸려와 “이봐, 가와구치! 세이부로 올래?”라고 묻자 감격에 북받치듯 눈물 흘릴 정도로 기뻤던 가와구치는 “기꺼이 부탁드립니다! 감사합니다”라고 모리에게 대답했다고 한다.
2. ↑  가와구치는 아내와 결혼할 때 장인이 “내 딸의 남편이 왜 카프의 에이스야!”라고 말한 적도 있다.
3. ↑  가와구치의 요미우리 입단이 결정되자 장인은 무척 기뻐했지만 가와구치의 세이부 입단을 확신하고 있던 모리에게선 전화로 “이 나쁜 자식아!”라는 호통을 듣고 한동안 말을 잇지 못했다고 한다.

### 출전
1. ↑  프로패셔널의 ‘원풍경’- 〈3회〉 가와구치 가즈히사 ‘“누구보다 오랜 야구를 하고 싶다” 모든 것의 시작은 거기서부터였다’, 《슈칸 베이스볼》, 1990년 5월 14일자, p.109
2. 1 2 3 4  《슈칸 베이스볼》, 1990년 5월 14일자, p.110
3. 1 2 3  마이니치 신문, 2012년 2월 23일자 조간, 돗토리 지방면
4. 1 2 3  핵심 인터뷰 - 가와구치 가즈히사 ‘‘탈삼진’의 견딜 수 없는 유혹’, 《월간 겐다이》, 1993년 4월호, p.123
5. 1 2 3 4  《슈칸 베이스볼》, 1990년 5월 14일자, p.111
6. 1 2 3 4 5  《슈칸 베이스볼》, 1990년 5월 14일자, p.108
7. 1 2 3 4 5 6  마이니치 신문, 1999년 1월 14일자 조간, p.26
8. 1 2  スポニチ日めくりプロ野球10年3月【3月11日】1981年(昭56)　強心臓のドラフト1位川口和久 4イニングで2勝 보관됨 2013-06-15 - 웨이백 머신 - 스포니치
9. ↑  '94スポニチプロ野球手帳
10. 1 2  아사히 신문, 1998년 2월 18일자 석간, p.3
11. ↑  도쿄 스포츠 연재 《가와구치 가즈히사 G킬러 댄디즘 〈4〉》, 2008년 4월 11일, 3면
12. 1 2 3  도쿄 스포츠 연재 《가와구치 가즈히사 G킬러 댄디즘 〈5〉》, 2008년 4월 15일, 3면
13. ↑  요미우리 신문, 1980년 12월 8일자 조간, p.17
14. 1 2 3  도쿄 스포츠 연재 《가와구치 가즈히사 G킬러 댄디즘 〈7〉》, 2008년 4월 17일, 3면
15. 1 2 3 4  도쿄 스포츠 연재 《가와구치 가즈히사 G킬러 댄디즘 〈8〉》, 2008년 4월 18일, 3면
16. 1 2 3  도쿄 스포츠 연재 《가와구치 가즈히사 G킬러 댄디즘 〈41〉》, 2008년 6월 18일, 3면
17. 1 2 3  ‘사라져 가는 남자들에 대한 찬가: 가와구치 가즈히사(요미우리) 최후의 마운드’, 《슈칸 베이스볼》, 1998년 12월 14일자, p.156
18. ↑  요미우리 신문, 1982년 9월 3일자 조간, p.17
19. 1 2  아사히 신문, 1984년 10월 28일자 조간, p.17
20. ↑  데일리 스포츠, 2007년 10월 10일자 조간, 히로시마판, p.10
21. ↑  아사히 신문, 1983년 7월 7일자 조간, p.19
22. ↑  1983년 올스타전 경기 결과(2차전) - 일본 야구 기구 홈페이지
23. ↑  아사히 신문, 1983년 9월 4일자 조간, p.17
24. ↑  아사히 신문, 1983년 9월 22일자 조간, p.18
25. 1 2 3  ‘몸쪽과 살기 : 아슬아슬 한계의 몸쪽 공간에 포커스를 맞춰라! 혼신을 다한 좌완 투수의 몸쪽에 대한 고집 인사이드 공격이 생명선 가와구치 가즈히사의 크로스 파이터’, 《야큐코조》, 2006년 2월호, p.120
26. ↑  아사히 신문, 1984년 10월 17일자 조간, p.17
27. ↑  1984년 일본 시리즈 경기 결과(6차전) - 일본 야구 기구 홈페이지
28. ↑  아사히 신문, 1984년 11월 2일자 조간, p.17
29. ↑  아사히 신문, 1986년 8월 23일자 조간, p.19
30. ↑  1986년 올스타전 경기 결과(3차전) - 일본 야구 기구 홈페이지
31. ↑  요미우리 신문, 1991년 10월 13일자 조간, p.19
32. ↑  요미우리 신문, 1986년 11월 26일자 조간, p.17
33. ↑  요미우리 신문, 1987년 6월 7일자 조간, p.17
34. ↑  1988년 올스타전 경기 결과(3차전) - 일본 야구 기구 홈페이지
35. ↑  요미우리 신문, 1988년 10월 7일자 조간, p.19
36. ↑  요미우리 신문, 1988년 11월 9일자 조간, p.19
37. 1 2 3 4  《야큐코조》, 2006년 2월호, p.122
38. 1 2 3 4  ‘프로가 밝히는 구질의 부분 - 변화구 비결, 변화구는 이렇게 던진다! 가와사키 겐지로 vs 가와구치 가즈히사’, 《슈칸 베이스볼》, 2005년 6월 6일자, p.16
39. 1 2 3 4  ‘천국과 지옥을 경험한 남자 가와구치 가즈히사’, 《Sports Graphic Number》, 1991년 11월 20일자, p.46
40. ↑  《월간 겐다이》, 1993년 4월호, p.125
41. ↑  요미우리 신문, 1991년 12월 21일자 조간, p.17
42. ↑  마이니치 신문, 1992년 7월 5일자 조간, p.23
43. ↑  요미우리 신문, 1992년 8월 31일자 조간, p.23
44. ↑  마이니치 신문, 1992년 12월 3일자 조간, p.21
45. ↑  마이니치 신문, 1992년 11월 2일자 조간, p.17
46. ↑  마이니치 신문, 1993년 6월 28일자 조간, p.15
47. ↑  아사히 신문, 1994년 3월 28일자 조간, p.17
48. ↑  마이니치 신문, 1993년 11월 24일자 조간, p.17
49. ↑  아사히 신문, 1994년 6월 20일, p.23
50. ↑  아사히 신문, 1994년 9월 1일자 조간, p.27
51. 1 2 3  요미우리 신문, 1998년 10월 2일자 조간, p.23
52. 1 2  마이니치 신문, 1994년 11월 11일자 조간, p.24
53. 1 2 3  《슈칸 베이스볼》, 1998년 12월 14일자, p.157
54. ↑  마이니치 신문, 1995년 1월 24일자 조간, p.17
55. ↑  아사히 신문, 1994년 11월 20일자 조간, p.27
56. ↑  아사히 신문, 1994년 12월 6일자 조간, p.23
57. ↑  ‘D vs. G 환희의 추억 - 나가시마 교진의 메이크도라마를 완결시킨 남자 가와구치 가즈히사 96년 리그 우승 헹가래 투수’, 《슈칸 베이스볼》, 1999년 10월 4일자, p.19
58. 1 2 3 4  요미우리 신문, 1996년 9월 28일자 석간, p.7
59. 1 2 3  《슈칸 베이스볼》, 1999년 10월 4일자, p.21
60. ↑  1996년 일본 시리즈 경기 결과 - 일본 야구 기구 홈페이지
61. 1 2 3 4  《슈칸 베이스볼》, 1998년 12월 14일자, p.158
62. ↑  ‘『大人の天才』大集合！　50歳になって自分のなかに意外な才能を見つける　キャプテンタイプ　手打ちパスタの味は家族の味　川口和久’, 《오브라》, 2003년 5월호, p.96
63. ↑  마이니치 신문, 1999년 6월 29일자 조간, 히로시마 지방면
64. ↑  아사히 신문, 2005년 12월 25일자 조간, 돗토리 지방면
65. 1 2  마이니치 신문, 2005년 2월 4일자 조간, 돗토리 지방면
66. ↑  요미우리 신문, 2010년 11월 2일자 조간, p.19
67. ↑  「第三の人生を鳥取のために」元プロ野球選手・川口和久さん　「野球選手」と「米」を故郷で育てる - FNN 프라임 온라인(2022년 4월 19일), 2022년 5월 26일 확인
68. 1 2 3  《슈칸 베이스볼》, 2005년 6월 6일자, p.17
69. 1 2 3  《야큐코조》, 2006년 2월호, p.119
70. 1 2  《야큐코조》, 2006년 2월호, p.121
71. 1 2 3 4 5 6  《슈칸 베이스볼》, 2005년 6월 6일자, p.14
72. 1 2 3 4  《本》, 고단샤, 1999년 4월호, p.60
73. 1 2 3  ‘야구의 유물론 52 - 다쓰카와 미쓰오 vs 가와구치 가즈히사 ‘배터리란 무엇인가’(후편)’, 《本》, 고단샤, 1999년 5월호, p.55
74. ↑  “槙原寛己「完全試合」のウラで、広島先発・川口和久は何を思ったか”. 겐다이 비지니스. 2020년 5월 2일. 2020년 8월 9일에 확인함.
75. ↑  《슈칸 베이스볼》, 2021년 7월 5일자, 제31호
76. 1 2 3 4 5 6 7  ‘프로패셔널들 오치아이 히로미쓰 ‘야구계 명사록’ vol.19 가와구치 가즈히사’, 《슈칸 베이스볼》, 1999년 6월 21일자, p.49
77. 1 2 3  《슈칸 베이스볼》, 2005년 6월 6일자, p.13
78. ↑  《本》, 고단샤, 1999년 5월호, p.57
79. 1 2  《슈칸 베이스볼》, 2005년 6월 6일자, p.15
80. ↑  《야큐코조》, 2006년 2월호, p.123
81. ↑  요미우리 신문, 1994년 7월 11일자 석간, p.10
82. ↑  《本》, 고단샤, 1999년 4월호, p.61
83. ↑  ‘야구의 유물론 51 - 다쓰카와 미쓰오 vs 가와구치 가즈히사 ‘배터리란 무엇인가’(전편)’ 《本》, 고단샤, 1999년 4월호, p.59
84. 1 2  《슈칸 베이스볼》, 2004년 7월 5일자, p.25
85. 1 2 3 4 5  ‘스타터의 미학 : 가와구치 가즈히사가 말하는 스타터론 “두 자릿수 승리를 클리어해야 비로소 선발 투수 칭호가 주어진다”’, 《슈칸 베이스볼》, 2007년 8월 13일자, p.22
86. 1 2  ‘투구 방법 승리를 잡는 ‘1구의 공방’ 가와구치 가즈히사 vs 마키하라 히로미’, 《슈칸 베이스볼》, 2004년 7월 5일자, p.24
87. 1 2  《슈칸 베이스볼》, 2004년 7월 5일자, p.27
88. ↑  아사히 신문, 2017년 1월 24일자 석간